# Escudo de Mauricio
El escudo de armas de la República de Mauricio fue oficializado el 25 de agosto de 1906 y representa varios atributos de la isla.
Consiste en un escudo cuartelado. En el primer cuartel aparece representada una nave que simboliza la colonización. En el segundo, tres palmeras que representan la vegetación tropical del país. En el tercero, una llave sobre fondo dorado y en el cuarto una estrella blanca que arroja luz sobre un fondo azul.
El escudo está flanqueado por dos figuras: a la izquierda un dodo, especie ya extinta desde el siglo XVII, y a la derecha un cervatillo portando una caña de azúcar. Bajo el escudo hay un pergamino con el lema en latín “Stella Clavisque Maris Indici" (Llave y Estrella del Océano Índico).